# Prospalta incertissima
Prospalta incertissima är en fjärilsart som beskrevs av George Thomas Bethune-Baker 1906. Prospalta incertissima ingår i släktet Prospalta och familjen nattflyn. Inga underarter finns listade i Catalogue of Life.